# Poor Boy's Game

Poor Boy's Game ou La Justice du Ring au Québec, est un film canadien réalisé par Clément Virgo, sorti en 2006.

## Synopsis
Donnie Rose fut emprisonné pour avoir battu un jeune homme noir, demeuré handicapé pour le reste de sa vie. Neuf ans plus tard, Donnie s'est assagi et, maintenant libéré, il doit retourner dans le milieu violent qui l'a créé.
George Cavery, lui, attend depuis neuf longues années de venger son fils. Mais lorsqu'il se retrouve face à face avec Donnie, sa soif de vengeance disparaît. La communauté noire de la région, toutefois, ne l'entend pas ainsi et recrute le dangereusement talentueux boxeur Ossie Paris pour défier Donnie.
C'est Cavery qui entraînera Donnie et le préparera pour le combat, et cette association soulève les passions tant dans la communauté blanche que dans la communauté noire. L'avenir de Cavery et Donnie se jouera lorsque la cloche annoncera le début du premier round.

## Fiche technique
- Titre : Poor Boy's Game
- Titre québécois : La Justice du Ring
- Réalisation : Clément Virgo
- Scénario : Damon D'Oliveira, Chaz Thorne et Clément Virgo
- Production : Chaz Thorne et Clément Virgo
- Pays d'origine : Canada
- Format : Couleurs, 1,85:1, Dolby Digital, 35 mm
- Genre : Drame
- Durée : 104 minutes
- Date de sortie : 2006

## Distribution
| - Rossif Sutherland (V.Q. : Daniel Roy) : Donnie Rose - Danny Glover (V.Q. : Aubert Pallascio) : George - Flex Alexander (V.Q. : Pierre Auger) : Ossie Paris - Greg Bryk (V.Q. : Jean-François Beaupré) : Keith Rose - Laura Regan (V.Q. : Annie Girard) : Emma - Tonya Lee Williams (V.Q. : Johanne Garneau) : Ruth Carvery - Stephen McHattie (V.Q. : Mario Desmarais) : Oncle Joe - K.C. Collins (V.Q. : Alexandre Fortin) : Charles Carvery - Hugh Thompson : Chris Webb - Dwain Murphy (V.Q. : Nicholas Savard L'Herbier) : Flipper - Wes Williams (V.Q. : Martin Desgagné) : Nathan - Jeremy Akerman : Mello - Carol Sinclair : Abigail - Lee J. Campbell : Cyril | - Timothy Edmonds : Dillon - Rick MacDonald : Ossie-Donnie Referee - Garry James : Percy - Cory Bowles (V.Q. : Éric Bruneau) : Earl - Adrian Bowles : Kirk - Matthew Beasant-McKeown : Roland - Garnet Estabrooks : Dwayne - Lorne White : Révérend Clarke - Gillian Anderson : Tammy - Kathryn MacLellan : Wentzell - Jim Swansburg : Fred Redmond - Maxine Sparks : Mère de Ruth - Colin Hunt : Elroy - Renee Abbott : Serveuse |

Source et légende : Version québécoise (V.Q.) sur Doublage Québec.